# Kabinett Šķēle I
Das Kabinett Šķēle I war die vierte Regierung Lettlands nach der Unabhängigkeit 1990. Es amtierte vom 21. Dezember 1995 bis zum 13. Februar 1997.

## Kabinettsmitglieder
| Ressort                                                                                     | Name                             | Partei | Partei    | Amtszeit                             |
| ------------------------------------------------------------------------------------------- | -------------------------------- | ------ | --------- | ------------------------------------ |
| Ministerpräsident                                                                           | Andris Šķēle                     |        | parteilos | 21. Dezember 1995 – 13. Februar 1997 |
| stellvertretender Ministerpräsident                                                         | Ziedonis Čevers                  |        | DPS       | 21. Dezember 1995 – 21. Oktober 1996 |
| stellvertretender Ministerpräsident                                                         | Andrejs Krastiņš                 |        | LNNK      | 21. Dezember 1995 – 13. Februar 1997 |
| stellvertretender Ministerpräsident                                                         | Māris Grīnblats                  |        | DPS       | 21. Dezember 1995 – 13. Februar 1997 |
| stellvertretender Ministerpräsident                                                         | Māris Gailis                     |        | LC        | 21. Dezember 1995 – 29. Juli 1996    |
| stellvertretender Ministerpräsident                                                         | Alberts Kauls                    |        | LC        | 21. Dezember 1995 – 6. Mai 1996      |
| Verteidigungsminister                                                                       | Andrejs Krastiņš                 |        | LNNK      | 21. Dezember 1995 – 13. Februar 1997 |
| Außenminister                                                                               | Valdis Birkavs                   |        | LC        | 21. Dezember 1995 – 13. Februar 1997 |
| Wirtschaftsminister                                                                         | Guntars Krasts                   |        | TB        | 21. Dezember 1995 – 13. Februar 1997 |
| Finanzminister                                                                              | Aivars Kreituss                  |        | DPS       | 21. Dezember 1995 – 2. Oktober 1996  |
| Finanzminister                                                                              | Andris Šķēle (kommissarisch)     |        | parteilos | 3. Oktober 1996 – 16. Januar 1997    |
| Finanzminister                                                                              | Vasilijs Meļņiks                 |        | DPS       | 17. Januar 1997 – 22. Januar 1997    |
| Finanzminister                                                                              | Andris Šķēle (kommissarisch)     |        | parteilos | 22. Januar 1997 – 13. Februar 1997   |
| Innenminister                                                                               | Dainis Turlais                   |        | DPS       | 21. Dezember 1995 – 13. Februar 1997 |
| Minister für Bildung und Wissenschaft                                                       | Māris Grīnblats                  |        | TB        | 21. Dezember 1995 – 13. Februar 1997 |
| Minister für besondere Angelegenheiten und Europa                                           | Aleksandrs Kiršteins             |        | LNNK      | 21. Dezember 1995 – 13. Februar 1997 |
| Minister für besondere Angelegenheiten und Kommunalverwaltung                               | Ernests Jurkāns                  |        | DPS       | 21. Dezember 1995 – 1. August 1996   |
| Kulturminister                                                                              | Ojārs Spārītis                   |        | LZS       | 21. Dezember 1995 – 22. Juli 1996    |
| Kulturminister                                                                              | Dzintars Rasnačs (kommissarisch) |        | TB        | 22. Juli 1996 – 12. August 1996      |
| Kulturminister                                                                              | Rihards Pīks                     |        | LZS       | 12. August 1996 – 13. Februar 1997   |
| Sozialminister                                                                              | Vladimirs Makarovs               |        | TB        | 21. Dezember 1995 – 13. Februar 1997 |
| Verkehrsminister                                                                            | Vilis Krištopans                 |        | LC        | 21. Dezember 1995 – 13. Februar 1997 |
| Justizminister                                                                              | Dzintars Rasnačs                 |        | TB        | 21. Dezember 1995 – 13. Februar 1997 |
| Minister für Umweltschutz und Regionalentwicklung                                           | Māris Gailis                     |        | LC        | 21. Dezember 1995 – 29. Juli 1996    |
| Minister für Umweltschutz und Regionalentwicklung                                           | Guntars Krasts (kommissarisch)   |        | TB        | 30. Juli 1996 – 11. August 1996      |
| Minister für Umweltschutz und Regionalentwicklung                                           | Anatolijs Gorbunovs              |        | LC        | 12. August 1996 – 13. Februar 1997   |
| Landwirtschaftsminister                                                                     | Alberts Kauls                    |        | LVP       | 21. Dezember 1995 – 6. Mai 1996      |
| Landwirtschaftsminister                                                                     | Guntars Krasts (kommissarisch)   |        | TB        | 6. Mai 1996 – 3. Juni 1996           |
| Landwirtschaftsminister                                                                     | Roberts Dilba                    |        | LVP       | 3. Juni 1996 – 13. Februar 1997      |
|                                                                                             |                                  |        |           |                                      |
| Staatsminister                                                                              |                                  |        |           |                                      |
| Staatsminister im Außenministerium                                                          | Juris Sinka                      |        | TB        | 21. Dezember 1995 – 26. Juli 1996    |
| Staatsminister für Industrie, Immobilien und Privatisierung im Wirtschaftsminister          | Ēriks Kaža                       |        | DPS       | 21. Dezember 1995 – 27. Juli 1996    |
| Staatsminister für Industrie, Immobilien und Privatisierung im Wirtschaftsminister          | Juris Dzenis                     |        | DPS       | 12. August 1996 – 6. November 1996   |
| Staatsministerin für Investitionen und Kreditpolitik                                        | Sarmīte Jēgere                   |        | DPS       | 21. Dezember 1995 – 6. November 1996 |
| Staatsministerin für Staatseinnahmen im Finanzministerium                                   | Aija Poča                        |        | LC        | 21. Dezember 1995 – 13. Februar 1997 |
| Staatsminister für Bildung im Ministerium für Bildung und Wissenschaft                      | Jānis Gaigals                    |        | LC        | 21. Dezember 1995 – 17. Juli 1996    |
| Staatsminister für Hochschulen und Wissenschaft im Ministerium für Bildung und Wissenschaft | Pēteris Cimdiņš                  |        | LZS       | 21. Dezember 1995 – 13. Februar 1997 |
| Staatsminister für Forsten im Landwirtschaftsministerium                                    | Arvīds Ozols                     |        | LZP       | 21. Dezember 1995 – 13. Februar 1997 |
| Staatsminister für Zusammenarbeit im Landwirtschaftsministerium                             | Jānis Muižnieks                  |        | LZP       | 21. Dezember 1995 – 6. Mai 1996      |
| Staatsminister für Zusammenarbeit im Landwirtschaftsministerium                             | Guntars Krasts (kommissarisch)   |        | TB        | 6. Mai 1996 – 3. Juni 1996           |
| Staatsminister für Zusammenarbeit im Landwirtschaftsministerium                             | Atis Slakteris                   |        | DPS       | 3. Juni 1996 – 13. Februar 1997      |
| Staatsminister für Fischerei im Landwirtschaftsministerium                                  | Ivars Amoliņš                    |        | parteilos | 21. Dezember 1995 – 13. Februar 1997 |
| Staatsminister für Gesundheit im Sozialministerium                                          | Juris Viņķelis                   |        | TB        | 21. Dezember 1995 – 13. Februar 1997 |
| Staatsminister für Arbeit im Sozialministerium                                              | Andris Bērziņš                   |        | LC        | 21. Dezember 1995 – 13. Februar 1997 |
| Staatsminister für Umwelt im Ministerium für Umwelt und Regionalentwicklung                 | Indulis Emsis                    |        | LZP       | 21. Dezember 1995 – 13. Februar 1997 |
| Staatsminister für Kommunalverwaltung im Ministerium für Umwelt und Regionalentwicklung     | Ernests Jurkāns                  |        | DPS       | 12. August 1996 – 19. November 1996  |

## Parteien
|  | Partei                                             |
|  | -------------------------------------------------- |
|  | Demokratische Partei Saimnieks (DPS)               |
|  | Lettlands Weg (LC)                                 |
|  | Lettische Nationale Unabhängigkeitsbewegung (LNNK) |
|  | Partei der Einheit Lettlands (LVP)                 |
|  | Grüne Partei Lettlands (LZP)                       |
|  | Lettischer Bauernverband (LZS)                     |
|  | Für Vaterland und Freiheit (TB)                    |